# Monte de São Bento (Vizela)
O 
Santuário de São Bento das Pêras localiza-se no cimo do monte homónimo, a uma altitude de 410 metros, no concelho de Vizela.  Este local de culto é composto por duas capelas: a Capela Velha, construída num dos pontos mais altos do monte, e a Capela Nova, inaugurada em 10 de julho de 1971. A Capela Velha remonta ao século XVI, servindo como ponto de peregrinação para os fiéis da região. A Capela Nova foi construída para acomodar o crescente número de peregrinos que visitam o santuário anualmente. Em 21 de junho de 1999, ambas as capelas foram elevadas à categoria de santuário por decreto de Dom Eurico Dias Nogueira, Arcebispo de Braga. 

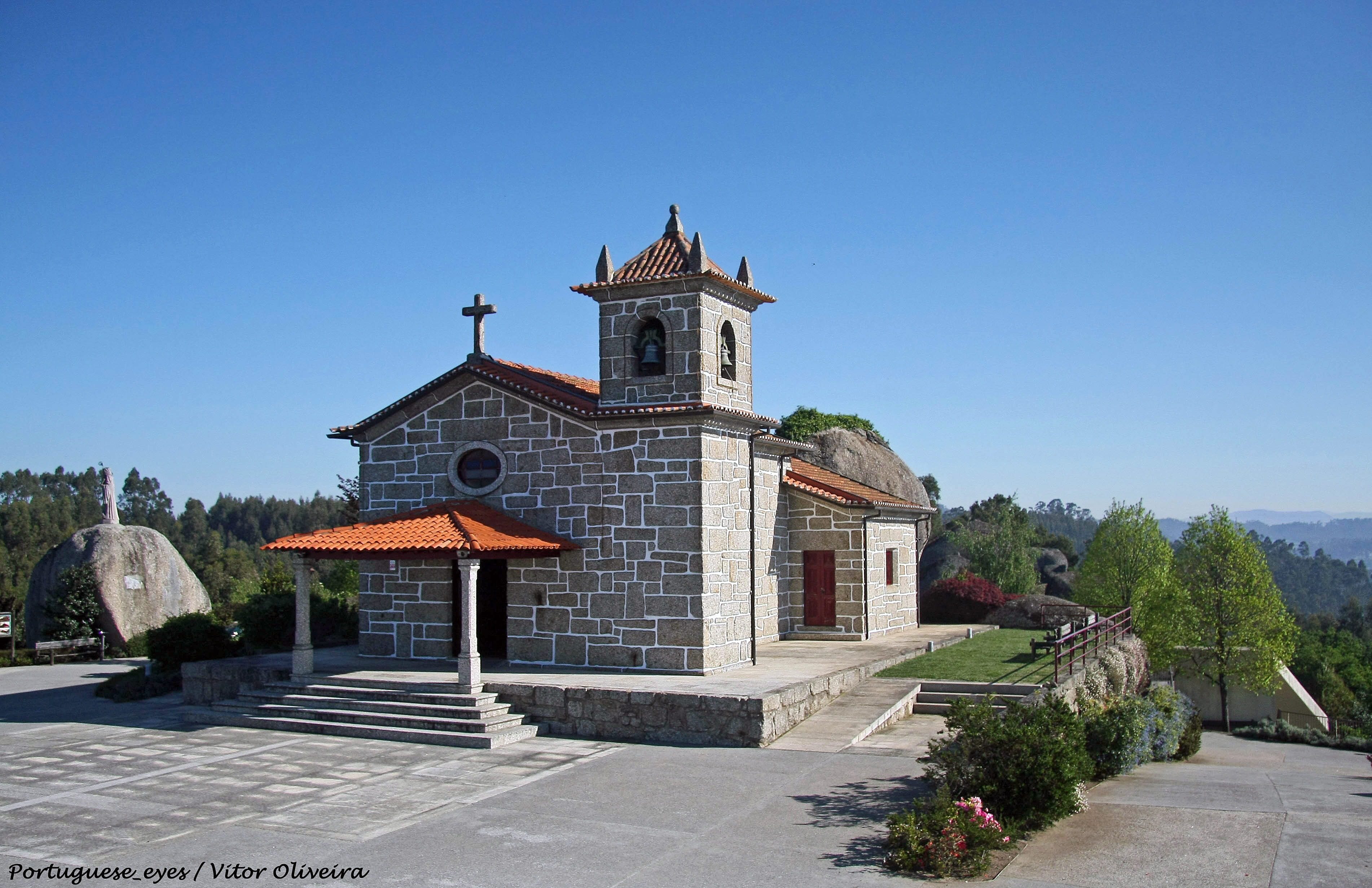
Capela nova, Santuário São Bento das Pêras

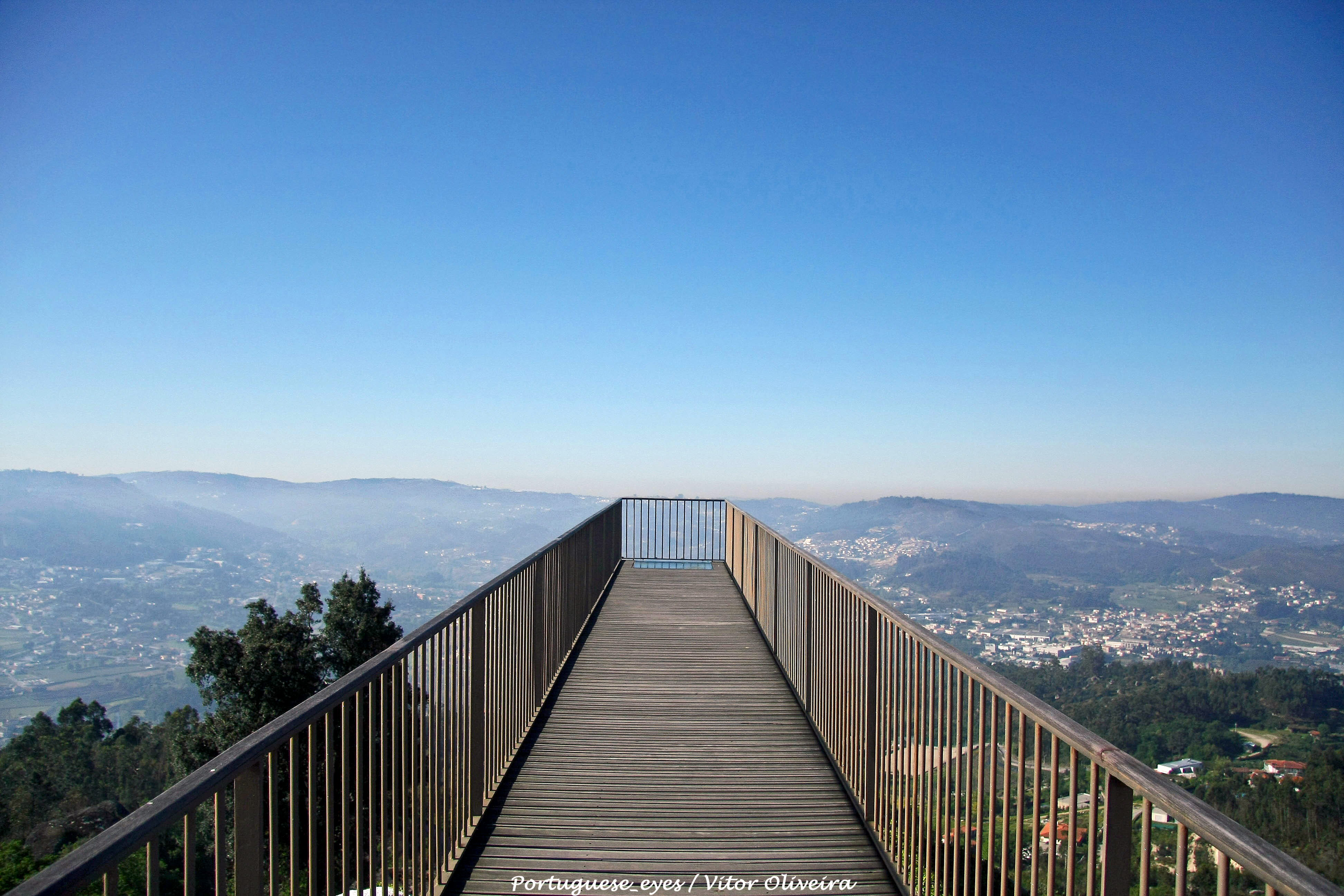
Miradouro suspenso, Santuário São Bento das Pêras

O nome "São Bento das Pêras" tem origem na expressão "São Bento das Pedras", refletindo a abundância de formações rochosas no local. Com o tempo, "pedras" terá evoluído para "pêras". Esta etimologia é evidenciada pela presença de uma estátua de São Bento incrustada numa rocha e por uma cruz esculpida num afloramento rochoso.
Anualmente, a 11 de julho, realiza-se a festa em honra de São Bento, padroeiro de Vizela, que inclui uma procissão e uma missa campal, atraindo dezenas de milhares de peregrinos de todo o vale de Vizela. Muitos devotos procuram o santuário em busca de alívio para dores físicas e "coisas ruins", atribuindo a São Bento poderes curativos. Esta zona é rica em afloramentos rochosos graníticos, e um dos aspetos curiosos é a presença de penedos pintados de branco junto aos miradouros. Esta tradição remonta a um antigo costume dos devotos, que pintavam as rochas em sinal de agradecimento por graças recebidas, conferindo ao monte uma paisagem singular.
Além do seu significado religioso, o santuário oferece vistas panorâmicas sobre o vale de Vizela, uma amplitude que apanha Guimarães, Felgueiras, Lousada, Vizela, e por aí fora, até terminar, se o tempo assim o permitir, nas cores do mar, no extremo oeste. O seu miradouro suspenso é considerado um dos melhores na Região do Norte.
É também um espaço de convívio popular. No local, existe um parque de merendas equipado com churrasqueiras, mesas, parque infantil e instalações sanitárias, tornando-o um destino apreciado por famílias e grupos em busca de lazer e contemplação.

## Aspectos de interesse
- Local de lazer
- Local de culto